# نيوي كريم
كريم نيوي (Nieuwe Krim) هي قرية في هولندا وهي جزء من بلدية كوفوردون في درينته . يبلغ ارتفاعها حوالي 9 أمتار فوق سطح البحر (32 قدمًا) ويبلغ عدد سكانها حوالي 170 نسمة.[بحاجة لمصدر]￼طلال الدقاق